# Клаудия Брюкен
Клаудия Брюкен (на немски: Claudia Brücken) е германска певица и композитор. Творчеството ѝ включва най-вече музика в жанра синтпоп, но също така експериментира и с акустична музика, поп и джаз. Част е от популярната през 80-те години немска синтпоп група „Пропаганда“, както и от проектите „Act“ и „OneTwo“ заедно с Томас Леер и Том Хумперис респективно.

## Ранна кариера
Първата музикална група, в която Клаудия участва, се нарича „Haarsträubend“, като тогава тя е едва на 14 години. По-късно заедно с приятелката си и бъдеща колежка в „Пропаганда“ Сузан Фрайтаг е част от групата „Тополинос“.

## Пропаганда
През 1983 г. Брюкен става част от немската група „Пропаганда“, като членовете на групата се местят в Лондон, където е техния издател – ZTT Records. Песните „Dr. Mabuse“ и „Duel“ стават хитове във Великобритания. На 14 февруари 1985 г. Брюкен се омъжва за музикалния журналист Пол Морли, който е съосновател на звукозаписната компания ZTT. През 1985 г. излиза дебютният албум на „Пропаганда“ – „A Secret Wish“.

## Солова кариера
„Пропаганда“ се разпада поради несъгласия между членовете на групата. През това време всички други членове освен Брюкен напускат звукозаписната компания ZTT. Брюкен издава своя дебютен албум „Love: And Million Other Things“ през 1991.